# Gran Premio José Pedro Ramírez

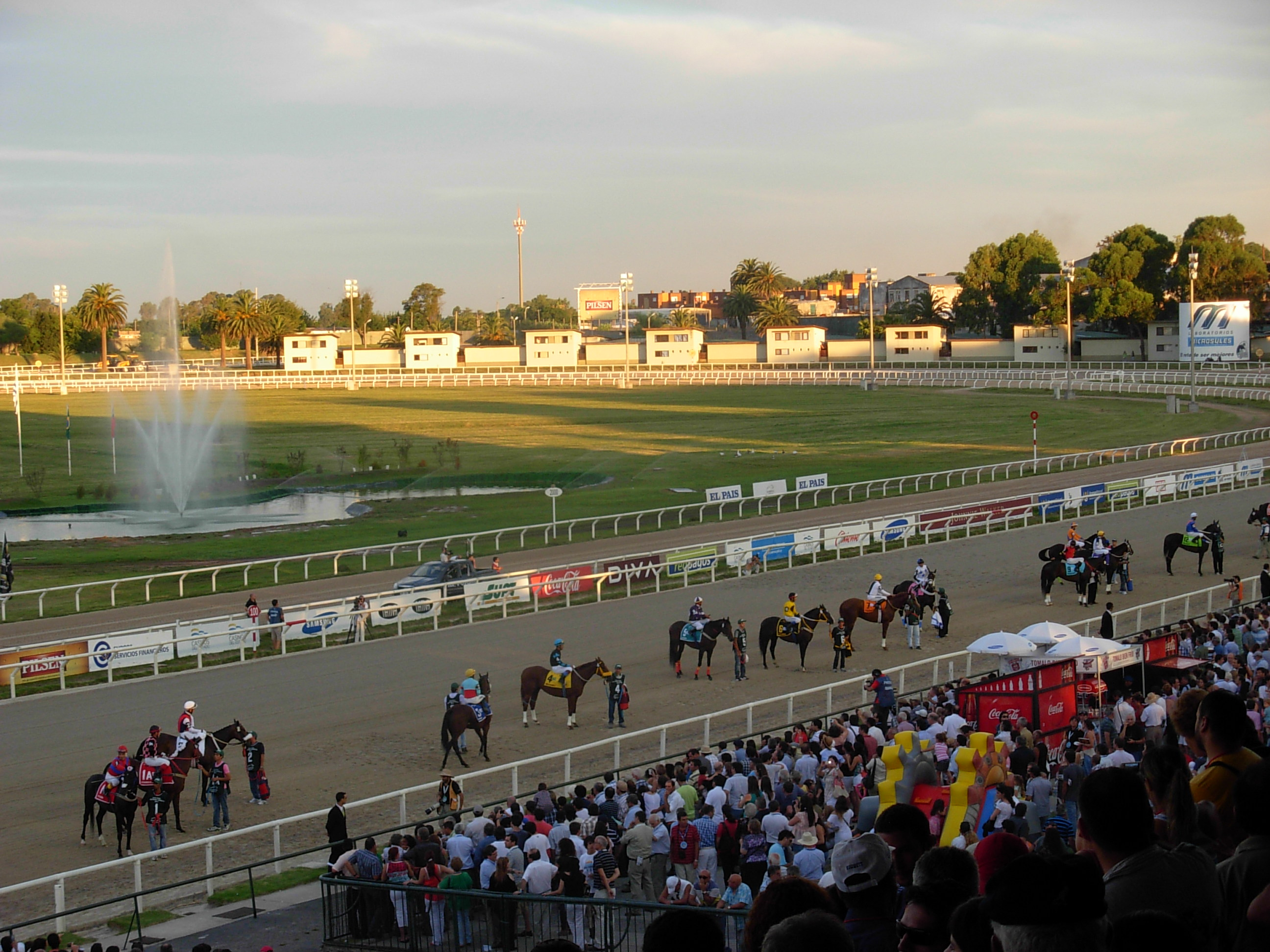
Desfile dos competidores

Gran Premio José Pedro Ramírez é a prova máxima de turfe disputada no Hipódromo de Maroñas, Uruguai. Corrida em galope plano na distância de 2400 metros em pista de areia (em inglês, Dirt), destinado a thoroughbreds de qualquer país de 3 anos e mais idade.
É disputado desde  1° de janeiro de 1889,  com o nome de  Gran Premio Internacional, que foi mantido até 1913 ( a exceção foi 1905 quando foi denominado Gran Premio Montevideo). Em 1914 passou a ter o nome atual, em homenagem a umas das mais importantes figuras na fundação do antigo Jockey Club de Montevidéu. Em 1998 ocorreu o último Ramirez antes da extinção daquele clube de corridas, só  voltando este Grande Prêmio a ser disputado sob o comando de um consórcio privado , que passou a utilizar o antigo Hipódromo Nacional de Maroñas , reabrindo-o em 2004 , após remodelação, com o nome de Maroñas Enterteinment. 

## Data da prova

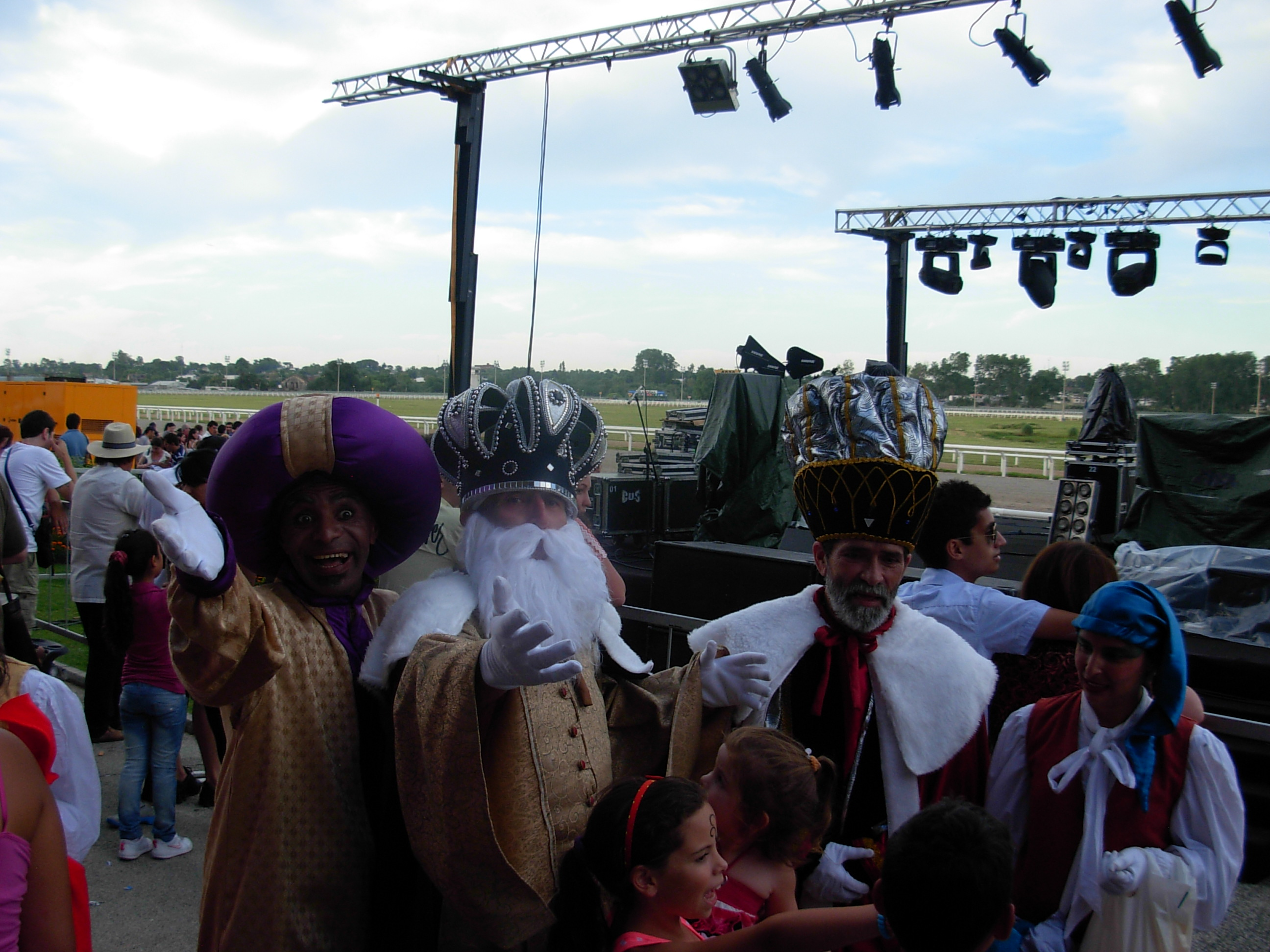
Carcterização dos Reis Magos

A data é geralmente no feriado do Dia de Reis (6 de janeiro).

## Histórico
O primeiro vencedor foi o importado francês Havre, (filho do também francês Verdum). Em 1939 e 1940 venceu o maior ídolo da criação uruguaia de todos os tempos, Romántico (filho do também  uruguaio Caboclo) , também vitorioso no Carlos Pellegrini de 1938 e 1939. O último Ramirez no Hipódromo Nacional de Maroñas , em 1998, foi vencido pelo uruguaio So Lucky (filho do importado inglês Saint Otto). Na reabertura do hipódromo  em 2004 venceu o argentino Bat Ruizero (filho do igualmente argentino Bat Atico). O primeiro brasileiro a vencer a prova foi Dúplex (filho do importado inglês Breeders Dream ), em 1982, ostentando até a ocasião o melhor tempo do G. P. Ramírez para o percurso de  2400 metros. Os demais cavalos brasileiros que venceram esta prova, só o fizeram após 2009, já na nova fase do hipódromo.

## Resultados

### Vencedores do Gran Premio Internacional (1889-1904)
| Ano  | Vencedor                      | Jockey (Peso)                 | Tratador        | Proprietário     | Distância (m) | Tempo    |
| ---- | ----------------------------- | ----------------------------- | --------------- | ---------------- | ------------- | -------- |
| 1889 | Havre França 85               | José Romay (58 kg)            | n/d             | E. Casal         | 3500          | 3:55.0   |
| 1890 | Tilimuque Argentina 85        | Manuel Poggio (58 kg)         | Cárlos Vale     | Charrúa          | 350           | 3:54.4/5 |
| 1891 | Guerrillero Reino Unido 86    | Cárlos Vale (59,500 kg)       | Pio Torterolo   | Oriental Uruguai | 2500          | 2:43.0   |
| 1892 | Camors Reino Unido 87         | Isabelino Díaz (59,500 kg)    | Isabelino Díaz  | Camors           | 3000          | 3:15.2/5 |
| 1893 | Camors Reino Unido 87         | Ramón Garrido (59,500 kg)     | Isabelino Díaz  | Camors           | 3000          | 3:14.0   |
| 1894 | Reverie 15/16 Argentina 89    | Isidro Sánchez (56,250 kg)    | Tomás Guillén   | Progreso         | 3000          | 3:14.0   |
| 1896 | Sebastopol Argentina 90       | Isidro de la Cruz (59,500 kg) | Isidro Sánchez  | Belgrano         | 3000          | 3:12.2/5 |
| 1897 | Imperio Uruguai 92            | Ramón Garrido (59,500 kg)     | Martín González | Colón            | 3000          | 3:13.0   |
| 1898 | Montevideo II Uruguai 92      | Eduviges Melo (59,500 kg)     | Tito Martínez   | Montevideo       | 3000          | 3:19.0   |
| 1899 | Eureka 31/32 Uruguai 95       | Fernando Pérez (52 kg)        | Tomás Guillén   | Gordon           | 3000          | 3:21.0   |
| 1902 | Mesalina Argentina 98         | Isabelino Díaz (52 kg)        | n/d             | Lagrange         | 3000          | 3:15.2/5 |
| 1903 | San Carlos 31/32 Argentina 98 | Fernando Pérez (54 kg)        | n/d             | Treinta y Tres   | 3000          | 3:12.0   |
| 1904 | Partícula Argentina 99 58     | Fernando Pérez (58 kg)        | n/d             | Don Gonzalo      | 3000          | 3:12.3/5 |

### Vencedores do Gran Premio Montevideo (1905)
| Ano  | Vencedor               | Jockey (Peso)          | Tratador | Proprietário | Distancia (m) | Tempo  |
| ---- | ---------------------- | ---------------------- | -------- | ------------ | ------------- | ------ |
| 1905 | Peligroso Argentina 98 | Fernando Pérez (61 kg) | Romero   | La Mascota   | 2500          | 2:39.0 |

### Vencedores do Gran Premio Internacional (1906-1913)
| Ano  | Vencedor                     | Jockey (Peso)             | Tratador | Proprietário   | Distancia (m) | Tempo    |
| ---- | ---------------------------- | ------------------------- | -------- | -------------- | ------------- | -------- |
| 1906 | Iguazú Argentina 01          | Vicente Fernández (55 kg) | n/d      | Iguazú         | 2500          | 2:40.3/5 |
| 1907 | Fiscal Argentina 01          | Esteban Rodríguez (55 kg) | n/d      | Nautilus       | 2500          | 2:42.0   |
| 1908 | Mentirosa Argentina 04       | Vicente Fernández (46 kg) | n/d      | 5 de Abril     | 2500          | 2:40.0   |
| 1909 | Black Peince Uruguai 03      | Luis Ladorde (57 kg)      | n/d      | Treinta y Tres | 2500          | 2:38.4/5 |
| 1910 | Contacto Argentina 05        | Luis Ladorde (58 kg)      | n/d      | For Ever       | 2500          | 2:38.1/5 |
| 1911 | Sarah Bernhardt Argentina 05 | Roberto Mauro (58 kg)     | n/d      | Royal Hampton  | 2800          | 2:57.1/2 |
| 1912 | Ámsterdam Argentina 07       | Luis Ladorde (59 kg)      | n/d      | Montiel        | 2800          | 2:55.1/2 |
| 1913 | Ámsterdam Argentina 07       | Luis Ladorde (59 kg)      | n/d      | Montiel        | 2800          | 2:57.1/5 |

### Vencedores do Premio José Pedro Ramírez (1914-1920)
| Ano  | Vencedor                  | Jockey (Peso)              | Tratador           | Proprietário      | Distância (m) | Tempo    |
| ---- | ------------------------- | -------------------------- | ------------------ | ----------------- | ------------- | -------- |
| 1914 | Mojinete Argentina 09     | Alfredo Navarro (54 kg)    | Francisco Orezolli | Amianto           | 2800          | 2:56.3/5 |
| 1915 | Pommery Reino Unido 10    | Aureilo Baistroqui (46 kg) | Carlos Lupi        | Zamora            | 2800          | 3:00.1/5 |
| 1916 | Oldiman Argentina 10      | Pedro Batista (47 kg)      | Juan Carrera       | Oldiman           | 2800          | 2:55.0   |
| 1917 | Belkiss Argentina 11      | Manuel Tapia (48 kg)       | Juan Carrera       | Olimar            | 2800          | 2:59.0   |
| 1918 | Saca Chispas Argentina 13 | Máximo Acosta (48 kg)      | Tomás Acosta       | Montiel           | 2800          | 2:56.0   |
| 1919 | Licas Uruguai 14          | Esteban Rodríguez (50 kg)  | Eduviges Melo      | Lotería           | 2800          | 2:57.4/5 |
| 1920 | Buen Ojo Argentina 16     | Arnaldo Grassi (52 kg)     | Gabriel Torterolo  | Benito Villanueva | 2800          | 2:58.2/5 |

### Vencedores do Gran Premio José Pedro Ramírez (1921-1997)
| Ano  | Vencedor                    | Jockey (Peso)                  | Tratador              | Proprietário        | Distancia (m) | Tempo    |
| ---- | --------------------------- | ------------------------------ | --------------------- | ------------------- | ------------- | -------- |
| 1921 | Palospavos Argentina 17     | Domingo Torterolo (54 kg)      | Juan Torterolo        | Saturnino J. Unzue  | 2800          | 2:57.0   |
| 1922 | Buen Ojo Argentina 16       | Francisco Arcuri (61 kg)       | Gabriel Torterolo     | Benito Villanueva   | 2800          | 2:52.3/5 |
| 1923 | Mameluke Argentina 19       | Máximo Acosta (54 kg)          | José Bentancur        | Ayacucho            | 2800          | 2:55.3/5 |
| 1924 | Sisley Argentina 20         | Benjamin Gómez (54 kg)         | Juan da Silva         | Raynal              | 2800          | 2:55.3/5 |
| 1925 | Puritano Uruguai 21         | Modesto Altamiranda (54 kg)    | Gilberto Carderón     | Raynal              | 2800          | 2:56.0   |
| 1926 | Zarpazo II Argentina 22     | Irineo Leguisamo (54 kg)       | Rosendo Aquino        | Old Time            | 2800          | 2:56.3/5 |
| 1927 | Rubens Argentina 23         | Ramóm Pelletier (54 kg)        | Naciano Moreno        | J. C. Saavedra      | 2800          | 2:54.3/5 |
| 1928 | Maron Argentina 22          | Emilio Ruiz (61 kg)            | Ángel Berro           | El Turf             | 2800          | 2:55.1/5 |
| 1929 | Monserga Argentina 25       | Irineo Leguisamo (52 kg)       | Francisco Maschio     | El Turf             | 2800          | 2:53.0   |
| 1930 | Perseus Uruguai 26          | Justino Batista (54 kg)        | Pedro Díaz            | García y García     | 2800          | 2:54.4/5 |
| 1931 | Cocles Argentina 26         | Irineo Leguisamo (60 kg)       | Francisco Maschio     | La Morena           | 2800          | 2:56.3/5 |
| 1932 | Perlita Uruguai 28          | Josó I. Canal (52 kg)          | Timoteo Altez         | Goayabos            | 2800          | 2:56.0   |
| 1933 | Origan Argentina 29         | Jacinto Sola (54 kg)           | Pedro Thompson        | La Patria           | 2800          | 2:55.1/5 |
| 1934 | Scarone Uruguai 28          | Antonio Lofiego (61 kg)        | Ricardo Rodríguez     | Ana María           | 2800          | 2:53.3/5 |
| 1935 | ¡Socorro! Uruguai 31        | Justino Batista (54 kg)        | Ricardo Rodríguez     | Ana María           | 2800          | 2:53.0   |
| 1936 | ¡Socorro! Uruguai 31        | Irineo Leguisamo (60 kg)       | Francisco Maschio     | Ana María           | 2800          | 2:53.3/5 |
| 1937 | Balbuco Argentina 32        | Irineo Leguisamo (60 kg)       | Emilio Ridella        | La Susanita         | 2800          | 2:52.1/5 |
| 1938 | Camerino Argentina 33       | Olegario Ruiz (60 kg)          | Pedro Moreno          | Tangletfoot         | 3000          | 3:05.3/5 |
| 1939 | Romántico Uruguai 35        | Alejandro López (54 kg)        | José Petraglia        | El Refugio          | 3000          | 3:07.2/5 |
| 1940 | Romántico Uruguai 35        | Asunción Avero (60 kg)         | José Petraglia        | El Refugio          | 3000          | 3:06.4/5 |
| 1941 | Pellizco Argentina 37       | Elías Antúnez (54 kg)          | Ángel Penna           | Pajonal             | 3000          | 3:04.4/5 |
| 1942 | Lunar Uruguai 38            | Justino Batista (54 kg)        | José S. Riestra       | Bella Esperanza     | 3000          | 3:03.2/5 |
| 1943 | Profano Argentina 38        | Numan Lalinde (60 kg)          | Alberto Milia         | Delta               | 3000          | 3:06.2/5 |
| 1944 | Banderin Argentina 39       | Máximo Acosta (60 kg)          | Oscar Canay           | Río Paraná          | 3000          | 3:05.4/5 |
| 1945 | Filon Argentina 40          | Irineo Leguisamo (60 kg)       | Juan Lapistoy         | Upper Cut           | 3000          | 3:06.2/5 |
| 1946 | Mirón Uruguai 42            | Numan Lalinde (54 kg)          | José S. Riestra       | Bella Esperanza     | 3000          | 3:07.2/5 |
| 1947 | Académico Argentina 43      | Salvador L. Di Tomaso (54 kg)  | Santiago Fuentes      | Madriguano          | 3000          | 3:09.2/5 |
| 1948 | Uranio Argentina 44         | Isaúl Rey (54 kg)              | Alberto Milia         | General Rivera      | 3000          | 3:03.4/5 |
| 1949 | Murano Argentina 44         | Juan P. Artigas (60 kg)        | Juan de la Cruz       | White Post          | 3000          | 3:07.3/5 |
| 1950 | Penny Post Argentina 45     | Elías Antúnez (60 kg)          | Guillermo Cervi       | La Giralda          | 3000          | 3:04.2/5 |
| 1951 | Sloop Uruguai 47            | Tolentino Espino (52 kg)       | Juan Boga             | Atahualpa           | 3000          | 3:10.3/5 |
| 1952 | Bizancio Uruguai 48         | Andrés Batista (54 kg)         | Luis Albornoz         | Coricita            | 3000          | 3:04.0   |
| 1953 | Pampita Uruguai 49          | Amancio D. Falcón (52 kg)      | Rogelio Rodríguez     | La Giralda          | 3000          | 3:04.4/5 |
| 1954 | Aurreko Uruguai 50          | Gualberto Pérez (54 kg)        | José de Giuli         | El Zorzal           | 3000          | 3:03.0   |
| 1955 | Jungle King Argentina 51    | Irineo Leguisamo (54 kg)       | Francisco Lacoste     | Don Eustaquio       | 3000          | 3:05.2/5 |
| 1956 | Manganga Argentina 50       | Bonifacio Castro (61 kg)       | Bernardo J. Callejas  | Aconcagua           | 3000          | 3:06.0   |
| 1957 | Tatán Argentina 52          | Juan P. Artigas (60 kg)        | Pedro González        | Los Cerros          | 3000          | 3:03.2/5 |
| 1958 | Anadino Argentina 54        | Oscar Nardi (54 kg)            | José Fregonese        | Luxave              | 3000          | 3:06.1/5 |
| 1959 | Mi Tocayo Uruguai 55        | Ever Perdomo (54 kg)           | Pablo Gelsi           | Viento Norte        | 3000          | 3:06.2/5 |
| 1960 | Rivioli Uruguai 54          | Manuel de Santis (61 kg)       | José de Giuli         | Los Dos             | 3000          | 3:08.1/5 |
| 1961 | Sestao Argentina 57         | Ever Perdomo (54 kg)           | Enrique Mesías        | El Pibe             | 3000          | 3:07.2/5 |
| 1962 | Arturo A. Argentina 57      | Irineo Leguisamo (60 kg)       | Juan R. de la Cruz    | Mis Leones          | 3000          | 3:08.2/5 |
| 1963 | Sestao Argentina 57         | Manuel de Santis (61 kg)       | Enrique Mesías        | El Pibe             | 3000          | 3:10.2/5 |
| 1964 | Niarkos Argentina 60        | Juan Caballero (54 kg)         | Francisco D. Vitale   | Carlos Tomas        | 3000          | 3:06.3/5 |
| 1965 | Bonetero Argentina61        | Pablo Tárrago (54 kg)          | Francisco M. Retirado | Mari Ann            | 3000          | 3:07.2/5 |
| 1966 | Vit Reina Argentina 62      | Guillermo S. Rivero (52 kg)    | José M. Boquin        | La Tita             | 3000          | 3:07.3/5 |
| 1968 | Calcado Uruguai 62          | Julio Fajardo (61 kg)          | Juan R. de la Cruz    | Vic-Vic             | 3000          | 3:07.4/5 |
| 1969 | Taurudun Argentina 65       | Juan Camoretti (54 kg)         | José L. Leguizamón    | T. T.               | 2800          | 2:53.3/5 |
| 1970 | Sol De Noche Uruguai 66     | Luis Gallegos (54 kg)          | José M. Ferro         | Wyoming Angus Ranch | 2800          | 2:53.4/5 |
| 1971 | Papote Argentina 67         | Héctor H. Artigas (54 kg)      | Pascual H. Artigas    | Mariela y Andrea    | 2800          | 2:58.3/5 |
| 1972 | Chupito Argentina 68        | Vilmar Sanguinetti (54 kg)     | Jorge A. Lema         | Karina              | 2800          | 2:52.4/5 |
| 1973 | Cascabel Uruguai 69         | Wálter R. Báez (54 kg)         | Pablo Gelsi           | Vic-Vic             | 2800          | 2:56.0   |
| 1974 | Flaminio Peru 67            | Gonzalo Rojas (60 kg)          | Sabino Arias          | Ajedrez             | 2800          | 2:54.4/5 |
| 1975 | Snow Paramount Argentina 71 | Héctor Libré (53,500 kg)       | Juan A. Maldotti      | Luis Gerónimo       | 2800          | 2:52.2/5 |
| 1976 | Janus Argentina 72          | Oscar R. Domínguez (53,500 kg) | Luis A. Ferro         | Ojo de Agua         | 2800          | 2:54.0   |
| 1977 | Cinzano Uruguai 73          | Carlos Goméz (53,500 kg)       | Pablo Gelsi           | Valor               | 2800          | 2:52.3/5 |
| 1978 | Vacilante Argentina 74      | Aníbal D. Etchart (53,500 kg)  | Juan E. Bianchi       | R. L. L.            | 2800          | 2:55.2/5 |
| 1979 | Braseante Argentina 74      | Oscar Mansilla (60 kg)         | Julio F. Penna        | Golf Club           | 2800          | 2:55.2/5 |
| 1980 | The Last Uruguai 75         | Wálter R. Báez (60 kg)         | Pablo Gelsi Hs.       | Coqueiro Verde      | 2500          | 2:38.4/5 |
| 1981 | Sunup Argentina 76          | Ruben Laitán (60 kg)           | José A. Lofiego       | Ri-Ca               | 2400          | 2:28.4/5 |
| 1982 | Dúplex Brasil 77            | Jorge García (60 kg)           | Walfrido García       | Haras Jupía         | 2400          | 2:28.0   |
| 1983 | Clorhidrante Argentina 79   | Miguel Sarati (53,500 kg)      | Martín Gervasoni      | Roloza              | 2400          | 2:29.4/5 |
| 1984 | Strong Kid Argentina 80     | Oscar Taramasco (53,500 kg)    | Albérico Migues       | Irish Clover        | 2400          | 2:30.1/5 |
| 1985 | Compadre Uruguai 80         | Hugo Camilo (60 kg)            | Adolfo Gutiérrez      | El Bonete           | 2400          | 2:30.0   |
| 1986 | Vivaz Uruguai 81            | Nelson González (60 kg)        | Pedro Hernández       | Victory             | 2400          | 2:29.3/5 |
| 1987 | Chapulín Uruguai 83         | Pablo G. Falero (55 kg)        | Wálter R. Báez        | El Trébol           | 2400          | 2:31.2/5 |
| 1988 | Octante Argentina 83        | Vilmar Sanguinetti (60 kg)     | Carlos R. Bianchi     | S. de B.            | 2400          | 2:30.0   |
| 1989 | Amodeo Uruguai 85           | Mario Rodríguez (55 kg)        | Luis Soria            | Lourdes y Rubén     | 2400          | 2:28.4/5 |
| 1990 | Galicio Uruguai 85          | Pablo G. Falero (60 kg)        | Oscar Rouco           | San Miguel          | 2400          | 2:28.3/5 |
| 1991 | Mercenario Uruguai 87       | Gustavo J. Duarte (55 kg)      | Antonio H. Marsiglia  | Caracas             | 2400          | 2:28.3/5 |
| 1992 | Gremlins Uruguai 86         | Luis Aceredo (61 kg)           | Hayne González        | I Fratelli          | 2400          | 2:29.3/5 |
| 1993 | Glitero Uruguai 87          | Gustavo J. Duarte (61 kg)      | Hugo M. Pérez         | Cadorna             | 2400          | 2:29.1/5 |
| 1994 | Riomar Uruguai 90           | Arturo Piñeyro (55 kg)         | Rómulo López          | Seis Gurises        | 2400          | 2:31.2/5 |
| 1995 | Vienense Uruguai 91         | Arturo Piñeyro (55 kg)         | Pablo Cardoso         | Divisa Blanca       | 2400          | 2:31.3/5 |
| 1996 | C'est Donzy Argentina 92    | Jorge W. García (55 kg)        | Walter Cuintiño       | Haras Divisadero    | 2400          | 2:34.1/5 |
| 1997 | Snow Foss Uruguai 93        | Irieno Tejera (55 kg)          | Aníbal Cardozo        | Radio Cristal       | 2400          | 2:32.1/5 |

### Vencedores do Gran Premio José Pedro Ramírez noMaroñas Enterteinment
| Ano  | Vencedor                     | Jockey (Peso)               | Tratador             | Proprietário       | Criador               | Tempo   |
| ---- | ---------------------------- | --------------------------- | -------------------- | ------------------ | --------------------- | ------- |
| 2004 | Bat Ruizero Argentina z m 98 | Juan C. Noriega (61 kg)     | Roberto Pellegata    | Doña Ana           | Los Cesares Argentina | 2'33,23 |
| 2005 | Equipado Argentina z m 98    | Gustavo J. Duarte (61 kg)   | Walter Báez          | El Entrevero       | Abolengo              | 2'30,01 |
| 2006 | Jampro Argentina z m 99      | Waldemar Maciel (61 kg)     | Raúl Cardozo         | Antonella          | Álvaro Vargas         | 2'29,52 |
| 2007 | Good Report Argentina z m 03 | Jorge A. Ricardo (55 kg)    | Luis A. Belela       | Santa Teresa       | Abolengo              | 2'27,84 |
| 2008 | Rock Ascot Uruguai t m 04    | Carlos S. Méndez (55 kg)    | Hayne A. González    | El Junior          | Gavroche              | 2'32,85 |
| 2009 | Relento Brasil z m 04        | José M. Silva (60 kg)       | Ubal N. Migues       | Las Armas          | Cifra                 | 2'30,03 |
| 2010 | Sing-a-Song Brasil z m 05    | Fernando C. Olivera (60 kg) | Pedro C. Hernández   | Rincón de España   | Santa María de Araras | 2'28,64 |
| 2011 | Mr. Nedawi Brasil z m 04     | José Aparecido (61 kg)      | Joao G. Da Costa     | Hole in One Brasil | Old Friends           | 2'30,62 |
| 2012 | Alcázar Uruguai z m 06       | Roni Von Souza (61 kg)      | Elio A. Umpiérrez    | Vida Nueva         | Don Alfredo           | 2'30,28 |
| 2013 | Imperrito Uruguai z m 03     | Fernando C. Olivera (55 kg) | Sebastián San Martín | Viernes Asado      | Don Alfredo           | 2'29,87 |